# Sibaviatrans
Sibaviatrans era uma companhia aérea com sede em Krasnoyarsk, Rússia. Ela operava voos regulares e fretados de passageiros e de carga de vários locais da Rússia. Também prestou serviços de helicóptero. Era um membro da aliança AIRUnion.

## História
A companhia aérea foi criada e iniciou suas operações em 23 de fevereiro de 1995. Empregou no total 557 funcionários.
Suspendeu as operações no final de setembro de 2008 devido ao colapso da AIRUnion.

## Frota
A frota da Sibaviatrans incluía as seguintes aeronaves:
| Aeronave          | Quantidade | Passageiros | Notas |
| ----------------- | ---------- | ----------- | ----- |
| Antonov An-24     | 8          | 48          |       |
| Antonov An-32     | 1          | 48          | [ 6 ] |
| Tupolev Tu-154B-2 | 1          | 150-168     |       |
| Tupolev Tu-134    | 4          | 76          | [ 7 ] |
| Yakovlev Yak-40   | 2          | 32-34       |       |